# Zarza de Tajo
Zarza de Tajo község Spanyolországban, Cuenca tartományban. Zarza de Tajo Santa Cruz de la Zarza, Fuentidueña de Tajo, Estremera, Belinchón és Tarancón községekkel határos. Lakosainak száma 274 fő (2024).

## Népesség
A település népessége az utóbbi években az alábbiak szerint változott:
| Lakosok száma | 265  | 260  | 300  | 398  | 337  | 296  | 261  | 239  | 269  | 274  |
|               | 2001 | 2004 | 2006 | 2009 | 2011 | 2014 | 2016 | 2019 | 2021 | 2024 |